# Bailee Madison

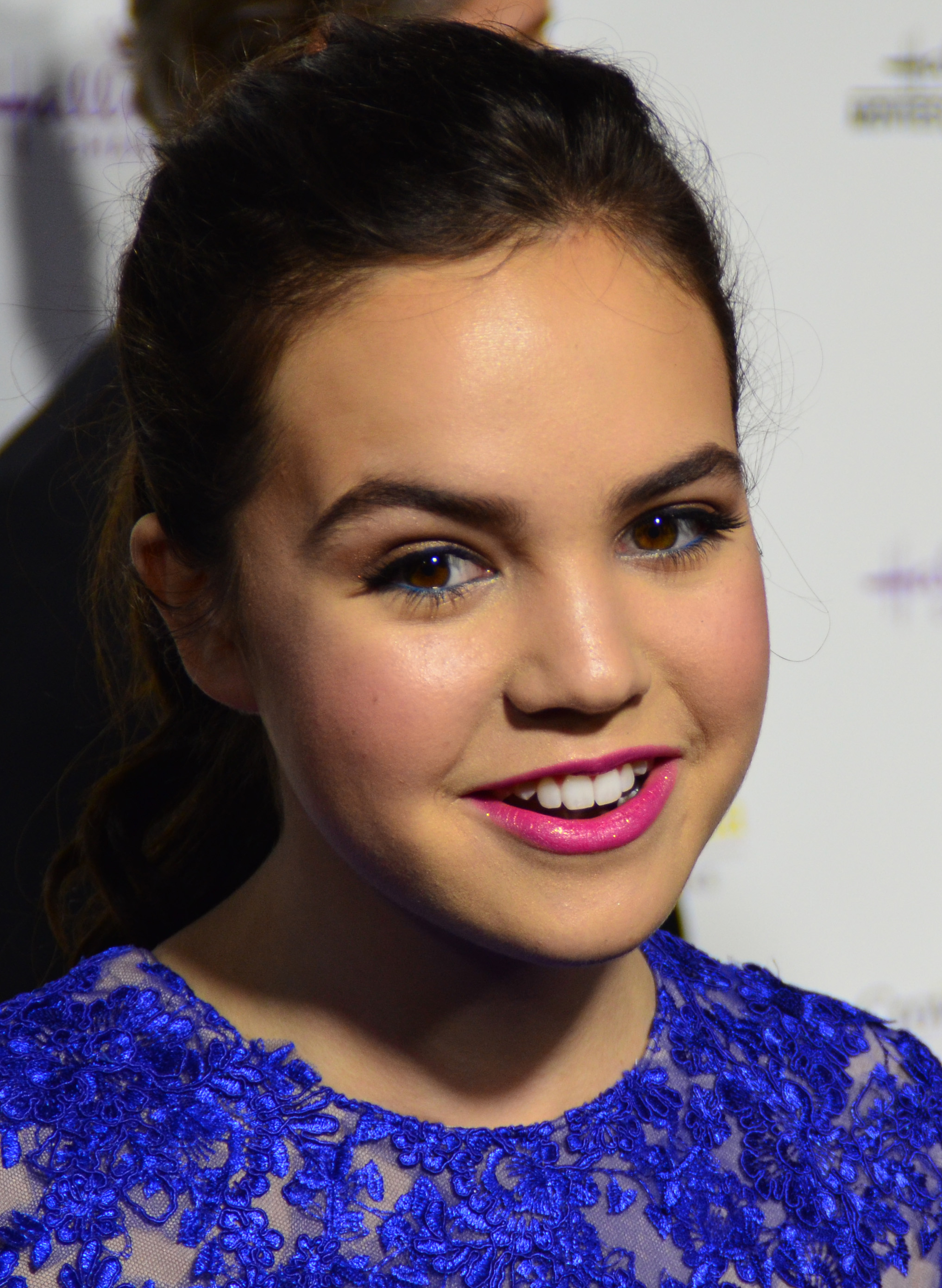
Bailee Madison (2015)

Bailee Madison (* 15. Oktober 1999 in Fort Lauderdale, Florida) ist eine US-amerikanische Schauspielerin und Filmproduzentin.

## Leben und Karriere
Madison stand als wenige Wochen altes Baby in einem Werbespot vor der Kamera. Bis heute war sie in mehreren US-Werbespots zu sehen, darunter für Disney, Cadillac und SeaWorld.
Madison gab ihr Filmdebüt 2007 an der Seite von Salma Hayek und John Travolta im Film Lonely Hearts Killers. Bekannt wurde sie 2007 durch ihre Rolle in Brücke nach Terabithia. Ab Herbst 2013 war sie für eine Staffel in der ABC-Comedyserie Trophy Wife als Hillary, der Serientochter von Malin Åkerman, zu sehen. Von 2015 bis 2019 spielte sie in der Hauptrolle der Grace Russell in der Fernsehserie Good Witch mit. Im Staffelfinale der fünften Staffel verlässt sie die Serie, da ihre Figur ein Studium beginnt.
Bailee Madisons ältere Schwester Kaitlin Vilasuso ist ebenfalls Schauspielerin.

## Filmografie (Auswahl)

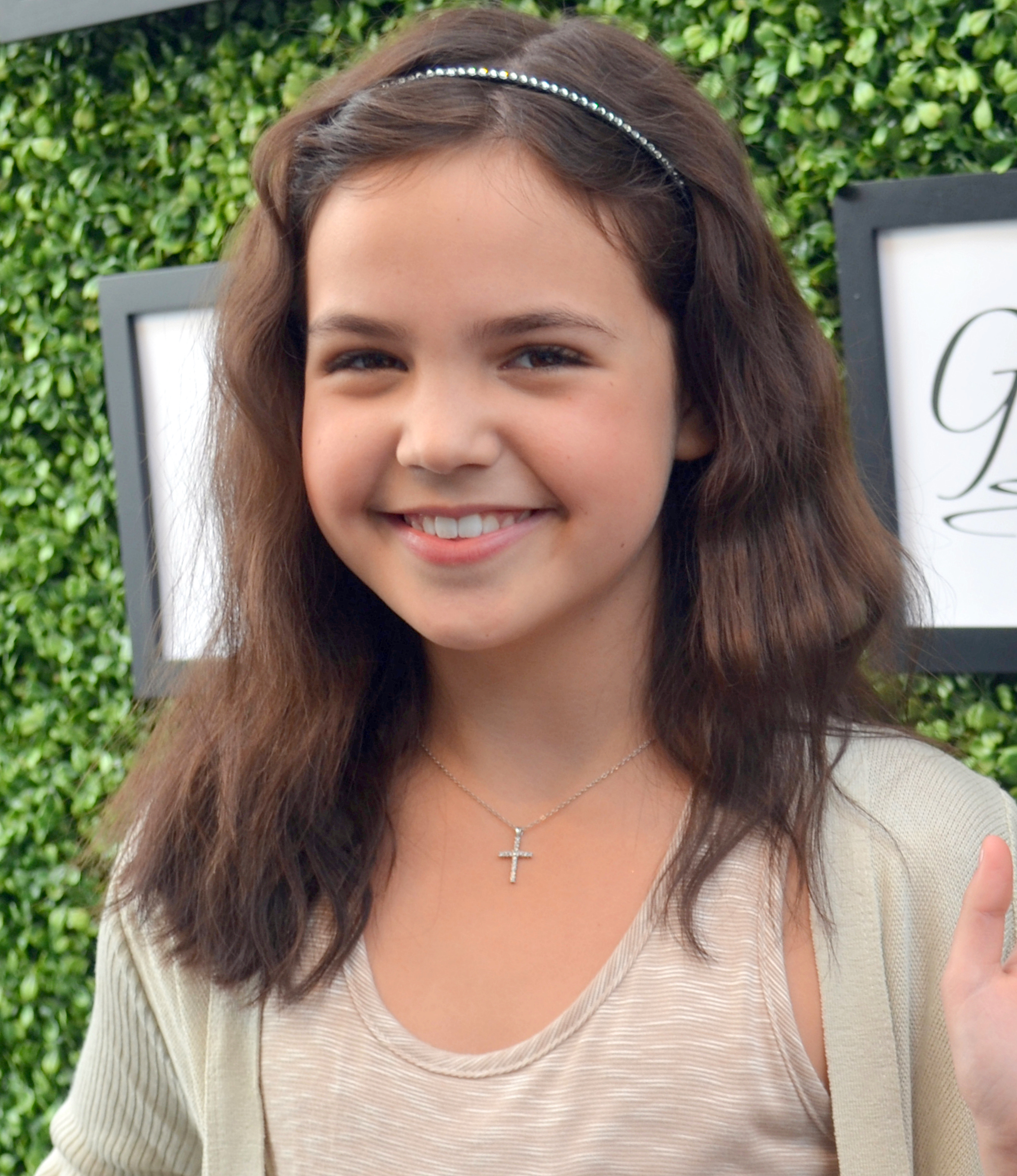
Madison bei den Golden Globe Awards 2012

### Kino
Als Schauspielerin
- 2006: Lonely Hearts Killers (Lonely Hearts)
- 2007: Brücke nach Terabithia (Bridge to Terabithia)
- 2007: Look
- 2008: Phoebe im Wunderland (Phoebe in Wonderland)
- 2009: Brothers
- 2010: Briefe an Gott (Letters to God)
- 2010: Betty Anne Waters (Conviction)
- 2010: An Invisible Sign
- 2011: Meine erfundene Frau (Just Go with It)
- 2011: Don’t Be Afraid of the Dark
- 2011: Das Herz eines Helden (25 Hill)
- 2012: Norva und Sam retten die Welt (Echo Jew Gong Lok, Synchronstimme)
- 2012: Cowgirls ’n Angels – Ein himmlisches Pferdeabenteuer (Cowgirls ’n Angels)
- 2012: Die Bestimmer – Kinder haften für ihre Eltern (Parental Guidance)
- 2013: Watercolor Postcards
- 2016: Annabelle Hooper und die Geister von Nantucket (Annabelle Hooper and the Ghosts of Nantucket)
- 2017: A Cowgirl’s Story
- 2018: The Strangers: Opfernacht (The Strangers: Prey at Night)
- 2019: Love & Debt
- 2021: A Week Away
- 2021: A Cinderella Story – Starstruck
- 2022: Play Dead

Als Produzentin
- 2016: Annabelle Hooper und die Geister von Nantucket (Annabelle Hooper and the Ghosts of Nantucket)
- 2017: A Cowgirl’s Story

### Fernsehen
Fernsehfilme
- 2007: Saving Sarah Cain
- 2007: Judy’s Got a Gun
- 2007: Ein verhexter Sommertag (The Last Day of Summer)
- 2008: Fröhliche Weihnachten, Drake & Josh (Merry Christmas, Drake & Josh)
- 2012: Smart Cookies
- 2012: A Taste of Romance
- 2013: Immer wieder Weihnachten (Pete’s Christmas)
- 2014: Zauber einer Weihnachtsnacht (Northpole)
- 2015: Northpole: Weihnachten steht vor der Tür (Northpole: Open for Christmas)
- 2016: Date with Love
- 2016: The Night Before Halloween
- 2016: Holiday Joy

Fernsehserien
- 2007: CSI: NY (Episode 4x06)
- 2007: Dr. House (House, Episode 3x19)
- 2007: Unfabulous (2 Episoden)
- 2007: Einfach Cory! (Cory in the House, 2 Episoden)
- 2008: Terminator: The Sarah Connor Chronicles (Episode 1x09)
- 2010: Law & Order: Special Victims Unit (Episode 12x01)
- 2010–2011: R. L. Stine’s The Haunting Hour (4 Episoden)
- 2011: Die Zauberer vom Waverly Place (Wizards of Waverly Place, 6 Episoden)
- 2011: Chase (Episode 1x14)
- 2012–2013, 2016: Once Upon a Time – Es war einmal … (Once Upon a Time, 4 Episoden)
- 2013–2014: Trophy Wife (21 Episoden)
- 2014–2016: The Fosters (11 Episoden)
- 2015: Mulaney (Episode 1x12)
- 2015–2019, 2021: Good Witch (56 Episoden)
- 2022–2024: Pretty Little Liars: Original Sin (18 Episoden)
- 2023: The Hardy Boys (8 Episoden)
- 2024: Good Trouble (Episode 5x18)

## Auszeichnungen
| Jahr | Auszeichnung       | Für                                           | Kategorie                                                                        | Resultat  |
| ---- | ------------------ | --------------------------------------------- | -------------------------------------------------------------------------------- | --------- |
| 2008 | Young Artist Award | Dr. House                                     | Guest Starring Young Actress in einer TV-Serie                                   | Nominiert |
| 2008 | Young Artist Award | Brücke nach Terabithia                        | Best Performance in a Feature Film – Young Actress Age Ten or Younger            | Gewonnen  |
| 2008 | Young Artist Award | Brücke nach Terabithia                        | Best Performance in a Feature Film – Young Ensemble Cast                         | Gewonnen  |
| 2008 | Young Artist Award | The Last Day of Summer                        | Best Performance in a TV Movie, Miniseries or Special – Supporting Young Actress | Gewonnen  |
| 2011 | Young Artist Award | An Invisible Sign                             | Best Performance in a Feature Film – Leading Young Actress Ten and Under         | Nominiert |
| 2012 | Young Artist Award | Meine erfundene Frau                          | Best Performance in a Feature Film – Supporting Young Actress                    | Nominiert |
| 2013 | Young Artist Award | Die Bestimmer – Kinder haften für ihre Eltern | Best Performance in a Feature Film - Young Ensemble Cast                         | Nominiert |
| 2010 | Saturn Award       | Brothers                                      | Beste Nachwuchsschauspielerin                                                    | Nominiert |